# Man of the World 2018
Man of the World 2018 là cuộc thi Man of the World lần thứ 2 được tổ chức tại Filoil Flying V Centre, San Juan, Metro Manila, Philippines vào ngày 14 tháng 7 năm 2018. Nam vương Mostafa Galal Mohammed Elezali đến từ Ai Cập trao vương miện cho người kế nhiệm là Cao Xuân Tài đến từ Việt Nam.

## Kết quả

### Thứ hạng
| Hạng                  | Thí sinh |
| --------------------- | --- |
| Man of the World 2018 | - Việt Nam – Cao Xuân Tài |
| Á quân 1              | - Philippines – Clint Karkliñs Peralta § |
| Á quân 2              | - Malta – Bjorn Camilleri |
| Á quân 3              | - Séc – Ondrej Valenta |
| Á quân 4              | - Thái Lan – Natapol Srisarn |
| Top 10                | - Hàn Quốc – Gil Hwan Kim - Indonesia – Wrendy Agil Rifansar - Myanmar – Kaung Htet Wai - Perú – Juan Carlos Cabrera Torres - Trung Quốc – Li Ruitao                                                               |
| Top 17                | - Ấn Độ – Joshua Roshan Chhabra - Guam – Joseph Lawrence Bondoc - Iran – Max Mehrafsha § - Mông Cổ – Erdenetsogt Siilegma - Nigeria – Emmanuel Luiz Okafor - Puerto Rico – Lennie Figueroa - Ý – Mark Anthony Cruz |

§ Vì chiến thắng giải thưởng đặc biệt nên được vào thẳng Top 17

### Sự kiện fast track
| Giải thưởng          | Thí sinh                                                                        |
| -------------------- | ------------------------------------------------------------------------------- |
| Best in Talent       | Iran – Max Mehrafsha · Myanmar – Kaung Htet Wai · Ấn Độ – Joshua Roshan Chhabra |
| World's Choice Award | - Philippines – Clint Karkliñs Peralta                                          |

### Giải thưởng đặc biệt
| Giải thưởng                    | Thí sinh |
| ------------------------------ | --- |
| Best in Advocacy               | Myanmar – Kaung Htet Wai · Philippines – Clint Karkliñs Peralta · Brasil Eduardo Gabriel Possamai                                                                |
| Mr. Photogenic                 | - Ethiopia – Kbrom Gebremeskel Gesese |
| Mr. Congeniality               | - Philippines – Clint Karkliñs Peralta |
| Mr. Personality                | - Singapore – Ali Mansour Nawruzi |
| Best in Fashion of the World   | Ấn Độ – Joshua Chhabra · Philippines – Clint Karkliñs Peralta · Myanmar – Kaung Htet Wai · Ý – Mark Anthony Cruz · Puerto Rico – Lennie Figueroa                 |
| Best in Resort Wear            | Séc – Ondrej Valenta · Hàn Quốc – Gil Hwan Kim · Ai Cập Ahmed Mohamed Abdallah Madkour                                                                           |
| Best in National Costume       | Philippines – Clint Karkliñs Peralta · Indonesia Wrendy Agil Rifansar · Thái Lan Natapol Srisarn                                                                 |
| Best in Formal Wear            | Thái Lan – Natapol Srisarn · Perú – Juan Carlos Cabrera Torres · Malta – Bjorn Camilleri                                                                         |
| Best in Swimwear               | Mông Cổ – Erdenetsogt Siilegma · Việt Nam – Cao Xuân Tài · Cameroon Nick Kevin Parker Biapa                                                                      |
| Best in Casual Wear            | Việt Nam – Cao Xuân Tài · Indonesia Wrendy Agil Rifansar · Mông Cổ – Erdenetsogt Siilegma                                                                        |
| Mr. Highland Bali Resort & Spa | - Philippines – Clint Karkliñs Peralta |
| Darlings of the Press          | - Myanmar – Kaung Htet Wai - Nigeria – Emmanuel Luiz Okafor - Perú – Juan Carlos Cabrera Torres - Philippines – Clint Karkliñs Peralta - Việt Nam – Cao Xuân Tài |

## Thí sinh
27 thí sinh dự thi.
| Quốc gia/vùng lãnh thổ | Thí sinh                           |
| ---------------------- | ---------------------------------- |
| Ai Cập                 | Ahmed Mohamed Abdallah Madkour     |
| Ấn Độ                  | Joshua Roshan Chhabra              |
| Brasil                 | Eduardo Gabriel Possamai           |
| Cameroon               | Nick Kevin Parker Biapa            |
| Ecuador                | Wiler Jair Choez Loor              |
| Ethiopia               | Kbrom Gebremeskel Gesese           |
| Guam                   | Joseph Lawrence Bondoc             |
| Hàn Quốc               | Gil Hwan Kim                       |
| Indonesia              | Wrendy Agil Rifansar               |
| Iran                   | Max Mehrafsha                      |
| Malaysia               | Fitri Razali                       |
| Malta                  | Bjorn Camilleri                    |
| Mông Cổ                | Erdenetsogt Siilegma               |
| Myanmar                | Kaung Htet Wai                     |
| Nepal                  | Chandan Bishowkarma                |
| Nigeria                | Emmanuel Luiz Okafor               |
| Palestine              | Majed Abumazyad                    |
| Perú                   | Juan Carlos Cabrera Torres         |
| Philippines            | Clint Karkliñs Peralta             |
| Puerto Rico            | Lennie Figueroa                    |
| Séc                    | Ondrej Valenta                     |
| Singapore              | Yamin Yusof                        |
| Sri Lanka              | Anuradha Stefan Upekshaka Methsiri |
| Thái Lan               | Natapol Srisarn                    |
| Trung Quốc             | Li Ruitao                          |
| Việt Nam               | Cao Xuân Tài                       |
| Ý                      | Mark Anthony Cruz                  |